# Bargeburer Kirche

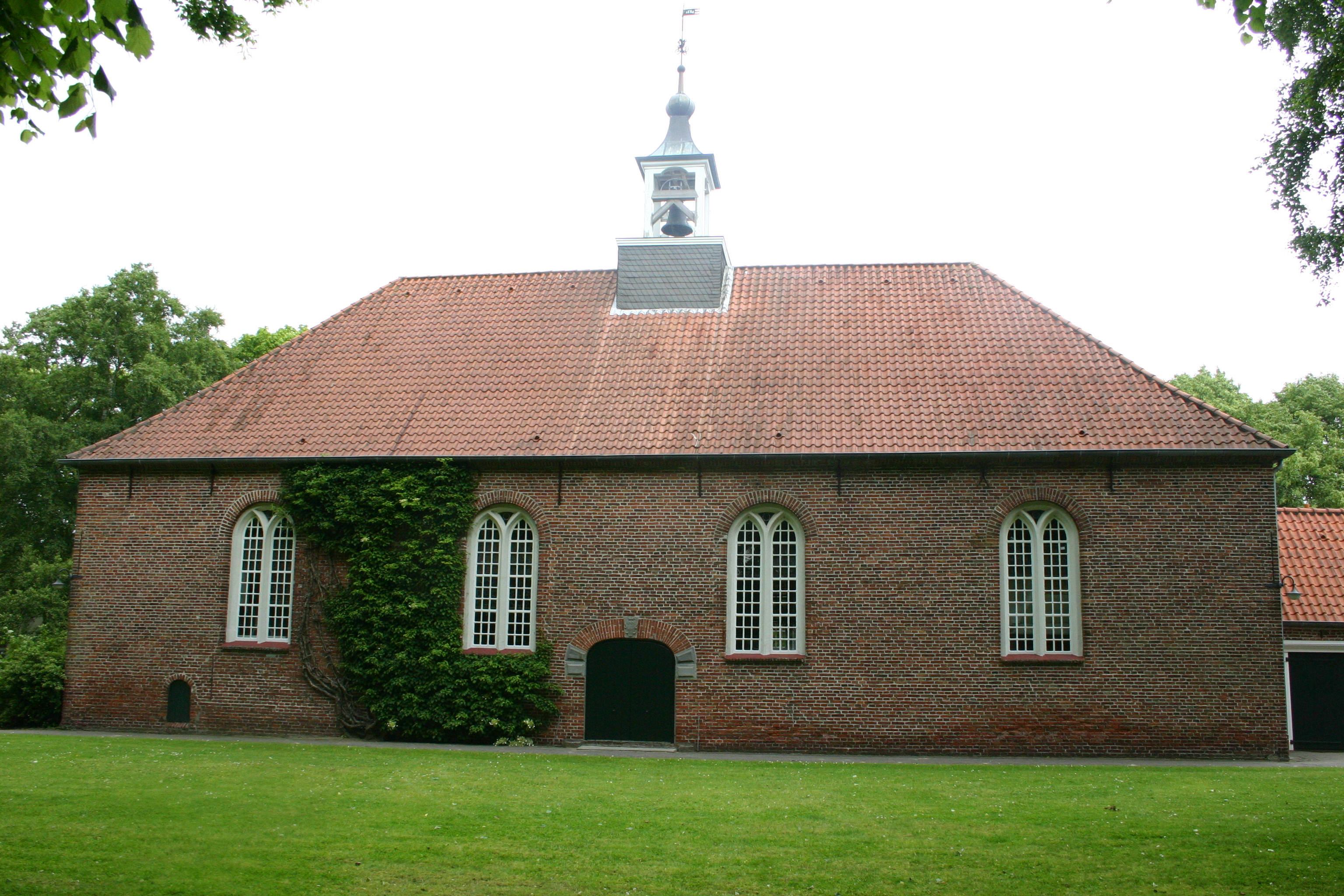
Bargeburer Kirche

Die evangelisch-reformierte Bargeburer Kirche in der ostfriesischen Stadt Norden wurde 1684 gegen den massiven Widerstand Norder Lutheraner unter dem Schutz brandenburgischer Truppen als Saalkirche gebaut.

## Geschichte
Nach der Reformation brach in Norden ein teilweise erbittert geführter Streit zwischen calvinistischen Protestanten und Lutheranern aus, in dem sich die lutherischen Geistlichen durchsetzen konnten. Norder Bürger verweigerten anschließend den evangelisch-reformierten Christen, innerhalb des damaligen Stadtgebietes ihre Kirche zu bauen. Die reformierte Kirchengemeinde musste für Gottesdienste die Stadt verlassen. Spätestens ab 1559 stellten die Herren von Lütetsburg ihnen dafür die Kapelle in ihrem Schloss zur Verfügung. Im Jahre 1680 erlaubte der damalige Graf von Lütetsburg, Dodo (II.) zu Innhausen und Knyphausen den Bau einer Kirche auf seinem Grund, der bis an die Stadtgrenze heranreichte. Als die Umfassungsmauern im selben Jahr schon fertiggestellt waren, stürmten Norder Bürger die Baustelle und rissen die Mauern ein. Erst nachdem der reformierte Große Kurfürst von Brandenburg, der zu dieser Zeit Greetsiel besetzt hielt, 1684 Truppen dorthin verlagerte, konnte der Bau fertiggestellt werden.

## Beschreibung

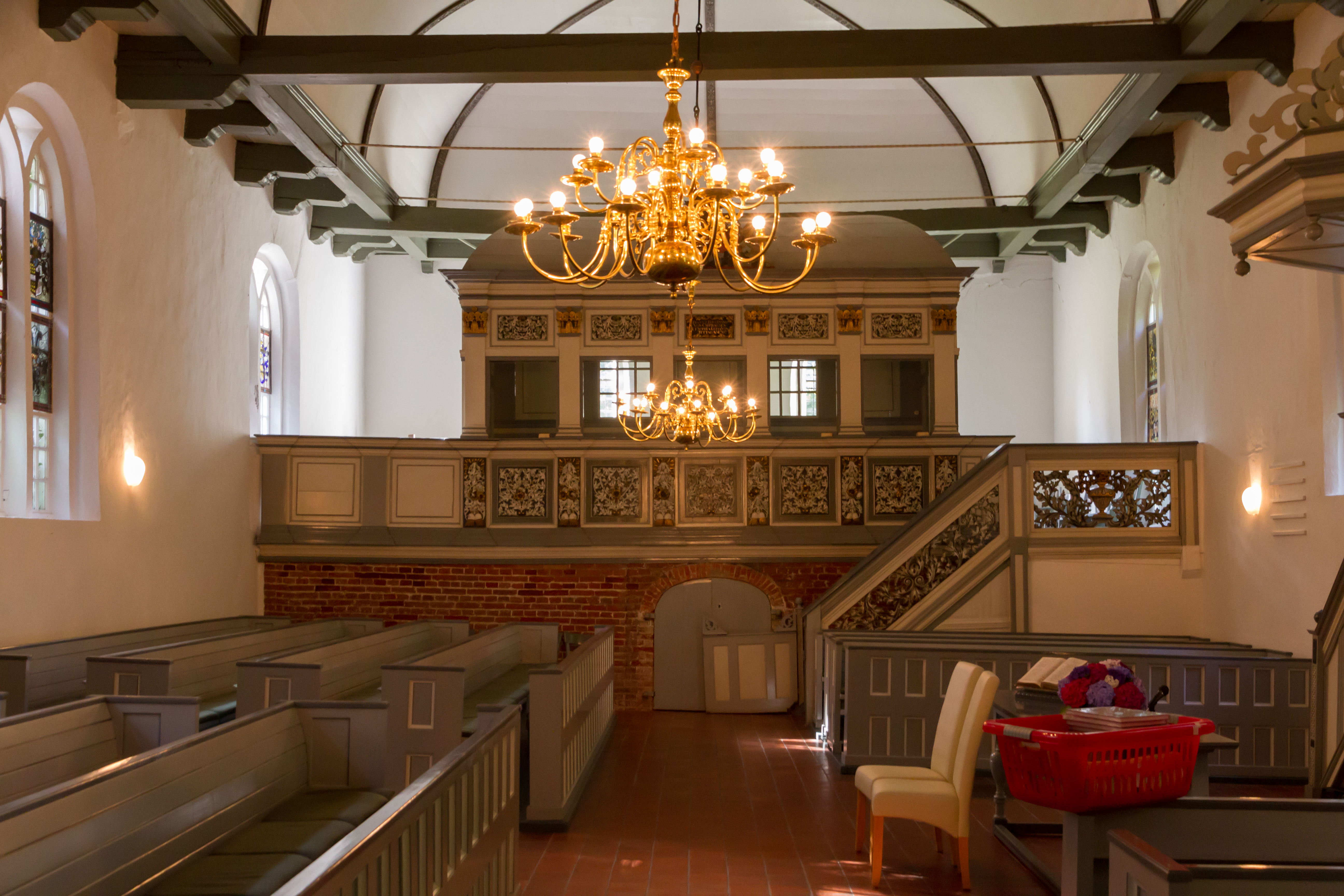
Innenraum mit der Prieche der Familie Innhausen und Knyphausen.

Das Gotteshaus ist eine schlichte Saalkirche aus Backstein und erstreckt sich in Nord-Süd-Richtung. Der Bau ist mit einem Walmdach gedeckt und weist einen Dachreiter auf.
Der Innenraum ist mit einem Holzgewölbe nach oben abgeschlossen. Der Rechteckraum besitzt an den Langseiten je vier Rundbogenfenster. An der Westseite ist ein zweiflügeliges Portal eingefügt. An der Südseite steht ein Anbau, der später errichtet wurde und mit einem geschwungenen Barockgiebel verziert ist.
An der Nordwand befindet sich die Prieche der Familie Inn- und Knyphausen. Unter ihr liegt die Familiengruft, in der bis 1790 alle Familienmitglieder bestattet wurden.

## Orgel

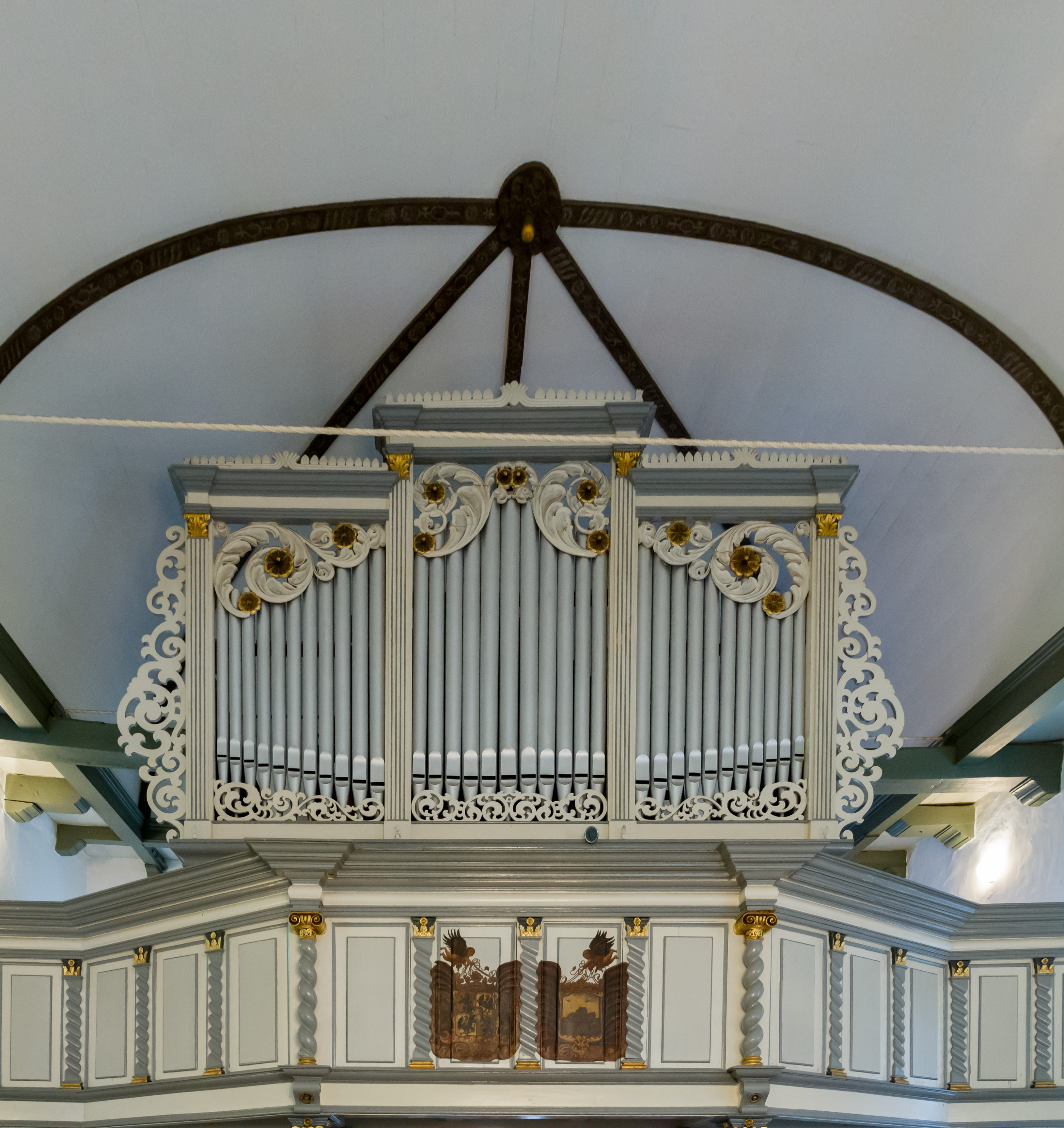
Beckmann-Orgel

Eine erste Orgel wurde 1738 von Johann Friedrich Constabel erbaut, aber 1864 nach Hamswehrum verkauft, wo sie bis 1967 im Gottesdienst gespielt wurde. Schließlich erhielt das Instrument seinen heutigen Standort in Jennelt. Nach der Restauration durch Ahrend & Brunzema (1970) ist wieder der ursprüngliche Klang hörbar. Sie gilt als die einzige fast vollständig erhaltene (bis auf drei Register) Orgel Constabels.
Als Ersatz beschaffte sich die Gemeinde 1864 eine Orgel von W. Beckmann aus Einbeck. Sie ist im Wesentlichen erhalten, aber mehrfach verändert worden. Im 20. Jahrhundert wurde die Disposition durch Karl Puchar, Max Maucher und Alfred Führer verändert. Im Jahre 2004 wurde das Instrument durch Bartelt Immer renoviert.